# 馬克西姆下水道
馬克西姆下水道（義大利語：Cloaca Maxima）是古羅馬時期羅馬的下水道系統。羅馬本來就位於濕地地帶，馬克西姆下水道將羅馬的污水排放至台伯河。馬克西姆下水道修建於西元前600年時期。馬克西姆下水道的建設僱用了伊特魯里亞人技術者，並半強制羅馬的貧民階級才得以實現。羅馬帝國各地的下水道均效仿了馬克西姆下水道。

## 外部連結
- Cloaca Maxima: in Platner's Topographical Dictionary of Ancient Rome
- クロアカ・マキシマ内部の写真 （页面存档备份，存于）
- Aquae Urbis Romae: The Waters of the City of Rome, Katherine W. Rinne （页面存档备份，存于）